# Maître Pygmalion
Pour plus de détails, voir Fiche technique et Distribution.
Maître Pygmalion (aussi connu sous le titre Pygmalion ou Comment devenir une bonne vendeuse) est un film français réalisé par Jacques Nahum et Hélène Durand, sorti en 1975.

## Fiche technique
- Titre français : Maître Pygmalion ou Pygmalion ou Comment devenir une bonne vendeuse
- Réalisation : Jacques Nahum et Hélène Durand
- Scénario : Jacques Nahum, Hélène Durand, Marguerite Berthoin et Gabrielle Bertrand
- Photographie : Étienne Fauduet
- Musique : Pierre Bachelet
- Pays de production :  France
- Format :
- Genre : comédie dramatique
- Durée : 170 minutes
- Date de sortie : 
  - France : 27 juillet 1975

## Distribution
- Claude Jade : Juliette
- Georges Descrières : Christian / Pygmalion I
- Dominique Paturel : Pygmalion II
- Michel Ruhl : Pygmalion III
- André Falcon
- Roland Lesaffre
- Louis Navarre
- Anne-Marie Pol
- Bernard Lavalette
- Henri Tisot
- Jacques Monod
- Jean Houbé